# Piotr Pochenchuk
Piotr Ivánovich Pochenchuk (del ruso: Пётр Иванович Поченчук) (Liajovtsi, 26 de julio de 1954 – † Kiev, 1 de diciembre de 1991) fue un atleta bielorruso especializado en marcha atlética.
En 1978 quedó subcampeón de Europa en el Campeonato Europeo de Atletismo de 1978 celebrado en la ciudad checoslovaca de Praga.
Participó en la prueba de los 20 km marcha en los Juegos Olímpicos de Moscú de 1980, quedando en segunda posición.
Su mejor marca personal en la distancia de 20 km marcha data de 1979 y está establecida en 1h:20:28.